# ¡Culpable!
¡Culpable! és una pel·lícula espanyola rodada en 1944, dirigida per Ignasi F. Iquino i protagonitzada per Ana Mariscal i Adriano Rimoldi. És considerada una de les pel·lícules precursores del cinema negre espanyol de la dècada de 1950.

## Argument
Un carceller troba pistes que podrien demostrar que un empresonat és innocent i intenta demostrar la seva innocència davant un jurat per tal que l'alliberin.

## Repartiment
- Ana Mariscal -	Irene Vega
- Adriano Rimoldi -Doctor Fernando Castillo
- María Martín - María Rivero
- Modesto Cid	- Señor Vega
- Félix de Pomés -Director del penal

## Premis
Primera edició de les Medalles del Cercle d'Escriptors Cinematogràfics
| Categoria               | Nominats     | Resultat   |
| ----------------------- | ------------ | ---------- |
| Millor actriu principal | Ana Mariscal | Guanyadora |